# Mieruko-chan
Mieruko-chan (яп. 見える子ちゃん Миэруко-тян, «Видящая») — манга, написанная и проиллюстрированная Томоки Идзуми. Публикуется на веб-сайте ComicWalker издательства Kadokawa Shoten с ноября 2018 года и по состоянию на март 2025 года издана в двенадцати томах-танкобонах. Студией Passione манга адаптирована в формат аниме-сериала, трансляция которого проходила с октября по декабрь 2021 года. В октябре 2024 года была анонсирована адаптация сюжета в формат полнометражного игрового фильма, премьера которого состоялась в июне 2025 года.

## Основа сюжета
Старшеклассница Мико Ёцуя неожиданно получает неприятную для себя способность — видеть жутких призраков и духов, преследующих её и окружающих людей. Несмотря на это, Мико изо всех сил старается игнорировать существование призраков и пытается жить жизнью обычной старшеклассницы. Справиться со свалившимися на неё ужасами ей помогает лучшая подруга Хана Юрикава.

## Персонажи
Мико Ёцуя (яп. 四谷 みこ Ёцуя Мико) — главная героиня истории, которая неожиданно безо всякой причины стала видеть призраков. Чтобы сохранить свой обычный повседневный образ жизни, она старается игнорировать призраков, а также прилагает усилия, чтобы её лучшая подруга Хана не сталкивалась с ними.
Сэйю: Сора Амамия; исполнение роли: Нанока Хара
Хана Юрикава (яп. 百合川 ハナ Юрикава Хана) — легкомысленная лучшая подруга Мико, не замечающая текущее состояние Мико. Любит поесть. Еда восполняет её жизненную силу, которая, в свою очередь, притягивает сильных призраков и отпугивает слабых.
Сэйю: Каэдэ Хондо; исполнение роли: Ринка Кумада
Юлия Нигурэдо (яп. 二暮堂 ユリア Нигурэдо: Юриа) — ученица той же школы, в которой учатся Мико и Хана. Как и Мико, Юлия обладает способностью видеть призраков. Она очень привязана к местной гадалке и расстраивается, когда та закрывает свой бизнес.
Сэйю: Аянэ Сакура; исполнение роли: Наэнано
Дзэн Тоно (яп. 遠野 善 То:но Дзэн) — учитель, временно заменяющий классную руководительницу Мико и Ханы после того, как та уходит в декретный отпуск. Мико подозревает его в жестоком обращении с бездомными кошками. Позже выясняется, что Тоно заботится о кошках из-за случая, произошедшего в его детстве.
Сэйю: Юити Накамура; исполнение роли: Тайга Кёмото
Мицуэ Такэда (яп. タケダ ミツエ Такэда Мицуэ) / Крёстная Мать (яп. ゴッドマザー Годдомадза:) — гадалка, которую часто посещала Юлия. Закрыла свой бизнес после визита Мико, к способностям которой проявляет интерес.
Сэйю: Икуко Тани
Кёсукэ Ёцуя (яп. 四谷 恭介 Ёцуя Кё:сукэ) — младший брат Мико. Он полон решимости защищать её, но не замечает текущее состояние Мико.
Сэйю: Юмири Ханамори
Токо Ёцуя (яп. 四谷 透子 Ёцуя То:ко) — мать Мико и Кёсукэ.
Сэйю: Хитоми Набатамэ; исполнение роли: Саки Такаока
Мамору Ёцуя (яп. 四谷 真守 Ёцуя Мамору) — отец Мико и Кёсукэ, умерший до начала событий истории.
Сэйю: Косукэ Ториуми; исполнение роли: Кэнъити Такито
Дзюндзи Росоку (яп. ロウソク 淳二 Ро:соку Дзюндзи) — ведущий телешоу про ужасы «Правдивые страшилки», которое любят смотреть Мико и Кёсукэ.
Сэйю: Нобуо Тобита

## Медиа

### Манга
Mieruko-chan, написанная и проиллюстрированная Томоки Идзуми, изначально была опубликована в социальной сети «Твиттер». Начиная со 2 ноября 2018 года манга публикуется на веб-сайте ComicWalker издательства Kadokawa Shoten. В печатном виде манга издаётся с апреля 2019 года и по состоянию на март 2025 года было издано двенадцать томов-танкобонов. В июле 2020 года издательство Yen Press приобрело лицензию на публикацию манги на английском языке в Северной Америке.

#### Список томов
| №  | Дата публикации     | ISBN                   |
| -- | ------------------- | ---------------------- |
| 01 | 22 апреля 2019 г.   | ISBN 978-4-0406-5658-8 |
| 02 | 21 октября 2019 г.  | ISBN 978-4-0406-4092-1 |
| 03 | 21 марта 2020 г.    | ISBN 978-4-0406-4498-1 |
| 04 | 23 сентября 2020 г. | ISBN 978-4-0406-4898-9 |
| 05 | 22 марта 2021 г.    | ISBN 978-4-0468-0257-6 |
| 06 | 22 октября 2021 г.  | ISBN 978-4-0468-0715-1 |
| 07 | 22 марта 2022 г.    | ISBN 978-4-0468-1219-3 |
| 08 | 21 октября 2022 г.  | ISBN 978-4-0468-1772-3 |
| 09 | 23 мая 2023 г.      | ISBN 978-4-0468-2240-6 |
| 10 | 22 февраля 2024 г.  | ISBN 978-4-0468-2879-8 |
| 11 | 23 октября 2024 г.  | ISBN 978-4-0468-3993-0 |
| 12 | 22 марта 2025 г.    | ISBN 978-4-0468-4470-5 |

### Аниме
Об адаптации манги в формате аниме-сериала было объявлено 18 марта 2021 года. Производством аниме-сериала занималась студия Passione, в качестве режиссёра выступил Юки Огава, помощниками режиссёра — Такахиро Мадзима и Синтаро Мацусима, а сценарий написал Кэнта Ихара. Тикаси Кадэкару занимался дизайном персонажей и выступил в качестве главного режиссёра анимации, а Макото Уно отвечал за дизайн монстров. Композитором аниме-сериала стала Кана Утатанэ. Сора Амамия исполнила открывающую музыкальную тему под названием «Mienai kara ne!?» (яп. 見えないからね!? Миэнай кара нэ!?, «Ничего я не вижу!») и закрывающую тему «Mita na? Mita yo ne?? Miteru yo ne???» (яп. ミタナ？ミタヨネ？？ミテルヨネ？？？ Мита на? Мита ё нэ?? Митэру ё нэ???, «Ты меня видишь? Ты правда меня видишь?? Ты правда меня сейчас видишь???»). Аниме-сериал транслировался с 3 октября по 19 декабря 2021 года на телеканалах AT-X, Tokyo MX, KBS Kyoto, SUN и BS NTV.
Funimation лицензировал аниме-сериал за пределами Азии, а Muse Communication — в Южной и Юго-Восточной Азии. После приобретения корпорацией Sony сервиса Crunchyroll аниме-сериал был перенесён из Funimation в каталог данного сервиса. На русском языке аниме-сериал лицензирован сервисом Wakanim под названием «Видящая».

### Фильм
9 октября 2024 года состоялся анонс адаптации сюжета манги в формат полнометражного игрового фильма, режиссёром и сценаристом которого стал Ёсихиро Накамура. Премьера фильма состоялась 6 июня 2025 года. Тематическая песня фильма — «Ghost», исполненная южнокорейской группой BabyMonster.
За первые три дня проката кассовые сборы фильма составили 92 826 740 иен (примерно 639 200 долларов США).

## Приём
В августе 2019 года по итогам голосования заняла десятое место в категории «Лучшая веб-манга» премии Next Manga Award. В июне 2020 года манга заняла седьмое место в голосовании на премию Tsutaya Comic Award. В 2021 году повторно была номинирована на Tsutaya Comic Award, заняв по итогам голосования десятое место. В ежегодном рейтинге «Комиксы, рекомендованные сотрудниками национальных книжных магазинов» интернет-магазина Honya Club манга в 2020 и 2021 годах занимала девятое и десятое места соответственно.
Ребекка Сильверман с сайта Anime News Network в отзыве на первый том положительно отметила иллюстрации, развитие истории в последней главе, но посчитала первые главы сюжетно несвязанными, в итоге оценив мангу на три звезды из пяти. Кейтлин Мур похвалила дизайн призраков, эмоции главной героини, последнюю главу тома, но раскритиковала мангу за неуместный и чрезмерный фансервис, поставив в итоге две звезды из пяти.